# 洪格巴赫河
47°59′08″N 10°52′28″E / 47.98564197°N 10.87449074°E

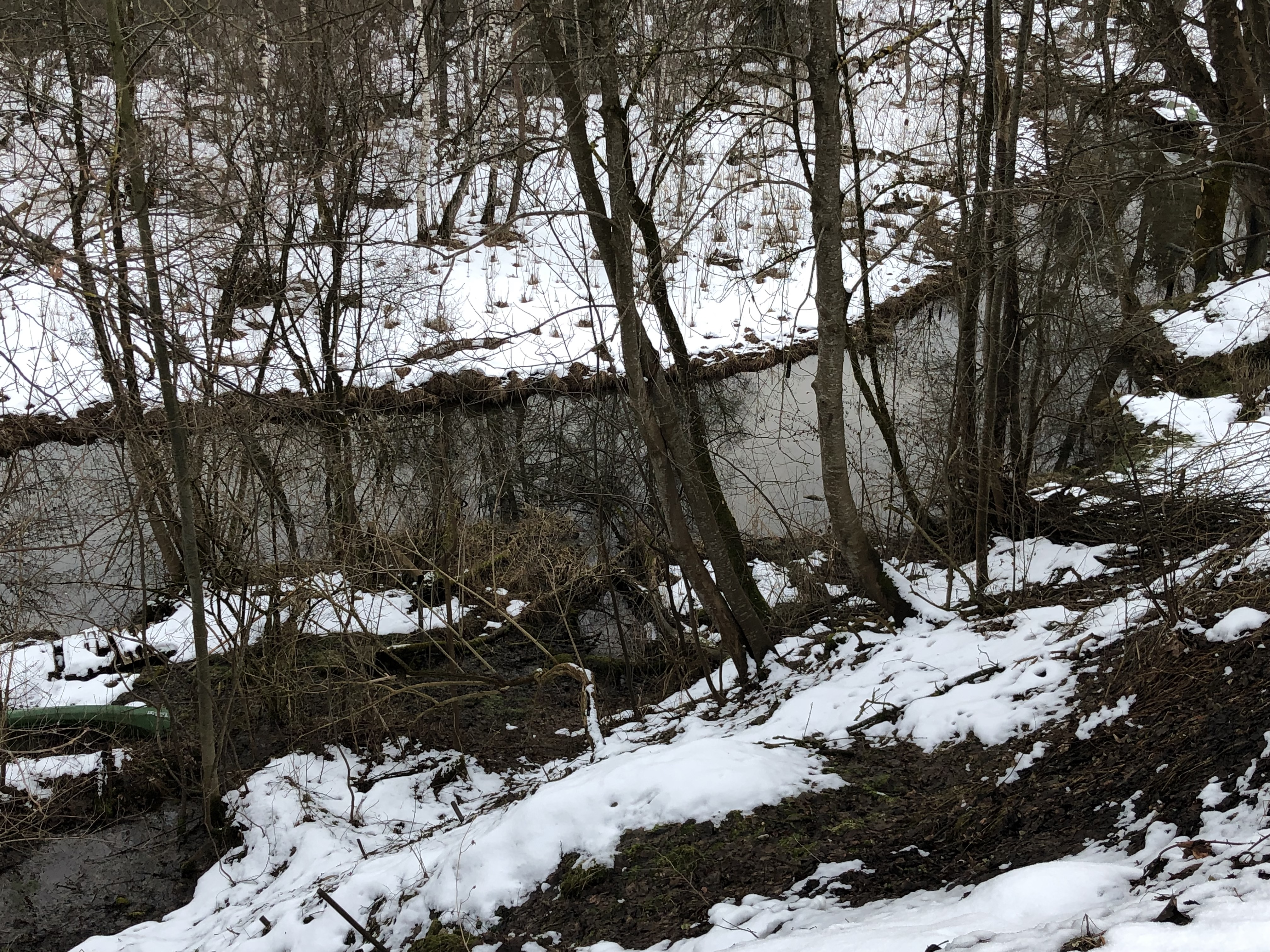

洪格巴赫河（德語：Hungerbach），是德國的河流，位於該國東南部，由巴伐利亞負責管轄，屬於萊希河的左支流，河道全長2.7公里，流域面積1.6平方公里，流經萊希河畔蘭茨貝格縣。